# اندیفرکه اودو
اندیفرکه اودو (انگلیسی: Ndifreke Udo؛ زادهٔ ۱۵ اوت ۱۹۹۸) بازیکن فوتبال اهل نیجریه است.
وی همچنین در تیم‌های ملی فوتبال زیر ۲۳ سال نیجریه و نیجریه بازی کرده‌است.
وی در مسابقات کشوری و بین‌المللی در مجموع برندهٔ ۱ مدال برنز شده‌است.